# Новоржавец
Новоржавец — посёлок в Новохопёрском районе Воронежской области России.
Входит в состав Троицкого сельского поселения.
Население — 29 человек (2011 год).